# Strada statale 655 Bradanica
La strada statale 655 Bradanica (SS 655) è una strada statale italiana che si snoda tra la Puglia e la Basilicata. L'arteria collega le città di Foggia e Matera con caratteristiche di strada a scorrimento veloce (assenza di intersezioni a raso e di attraversamenti urbani). Il progetto inizialmente a 4 corsie (B1) fu ridotto successivamente a categoria (C1), unica corsia per senso di marcia.

## Percorso
Ha origine al quadrivio con la strada statale 673 Tangenziale di Foggia (precedentemente variante della strada statale 16 Adriatica), dove rappresenta il proseguimento, senza soluzione di continuità, di un tronco stradale che proviene dai dintorni dell'Aeroporto di Foggia.
Fino allo svincolo di Candela (connessione con l'A16 Napoli-Canosa) presenta le caratteristiche di superstrada (carreggiate separate e due corsie per ogni senso di marcia).
L'arteria prosegue poi in direzione sud-est ed entra in Basilicata superando il fiume Ofanto: da qui in sequenza si incontrano lo svincolo per la strada statale 401 dell'Alto Ofanto e del Vulture, quello per Melfi e la strada statale 658 Potenza-Melfi, e quello di recente realizzazione per l'area industriale del comune del Vulture.
Con andamento meno lineare, prosegue lungo la stessa direttrice, e supera lo svincolo di San Nicola di Melfi e lo svincolo con la strada statale 93 Appulo Lucana nei pressi di Lavello.
Superate le uscite per Venosa, la strada prosegue rientrando in Puglia dove presenta gli svincoli per Palazzo San Gervasio e Spinazzola dopo il quale rientra nella regione lucana e presenta l'uscita per Fontana Vetere.
La strada procede ulteriormente verso sud est, incrociando la strada statale 96 bis Barese nei pressi della stazione di Basentello e subito dopo la strada statale 96 Barese, proseguendo poi in direzione di Matera. Attualmente la tratta in esercizio si ferma presso l'incrocio con la SP 8 in località Borgo Picciano B, su cui confluisce.
Realizzato, ma non ancora in esercizio, un nuovo tratto di circa 3 km che si collegherà a un tronco già percorribile fino al termine, in corrispondenza dello svincolo di Matera Centro sulla SS 7.

## Storia
Il nucleo iniziale dell'arteria venne costruito dalla Cassa del Mezzogiorno, e con il decreto del Ministro dei lavori pubblici 2199 del 16 marzo 1989 venne classificato come strada statale con i seguenti capisaldi di itinerario: "Innesto s.s. n. 16 presso Foggia - Candela - Leonessa".
Successivamente vennero realizzati il prolungamento da Leonessa fino al primo svincolo per Palazzo San Gervasio (km 76,050) e il tratto intermedio tra lo svincolo di Spinazzola e l'innesto sulla strada statale 96 bis Barese.
Il 28 aprile 2006 viene inaugurato il prolungamento dall'innesto con la SS 96 bis fino alla località Santa Maria d'Irsi; il 17 ottobre dello stesso anno viene aperto un tratto intermedio compreso tra gli svincoli con la ex strada statale 168 di Venosa (km 81,776) e con la ex strada statale 169 di Genzano (km 85,600).
Devono passare 10 anni affinché i due tronconi in esercizio vengano uniti: l'11 ottobre 2016 apre il tratto mancante tra gli svincoli di Palazzo San Gervasio e Spinazzola.
Il 2 dicembre 2021 viene aperto il breve tratto tra le uscite di Grassano-Grottole e Gravina in Puglia-Timmari rendendo la SS655 completa e interamente percorribile.

## Tabella percorso
| STRADA STATALE 655 Bradanica |                                                                            |       |       |           |
| Tipo                         | Indicazione                                                                | ↓km↓  | ↑km↑  | Provincia |
|                              | Foggia - Aeroporto di Foggia                                               | 0,0   | 122,6 | FG        |
|                              | Adriatica Bologna-Taranto                                                  | 0,0   | 122,6 | FG        |
|                              | Area di Servizio                                                           | 1,0   | -     | FG        |
|                              | Castelluccio dei Sauri - Orta Nova                                         | 13,2  | 109,4 | FG        |
|                              | Deliceto                                                                   | 20,0  | 102,8 | FG        |
|                              | Ascoli Satriano Nord                                                       | 22,4  | 100,2 | FG        |
|                              | Ascoli Satriano Sud                                                        | 26,7  | 96,5  | FG        |
|                              | Candela - Napoli-Canosa                                                    | 30,6  | 91,7  | FG        |
|                              | Area di Servizio                                                           | -     | 85,3  | FG        |
|                              | Area di Servizio                                                           | 39,2  | -     | PZ        |
|                              | dell'Alto Ofanto e del Vulture - Avellino                                  | 39,7  | 82,8  | PZ        |
|                              | Melfi Potenza-Melfi                                                        | 40,8  | 81,8  | PZ        |
|                              | Area di Servizio                                                           | -     | 72,5  | PZ        |
|                              | San Nicola di Melfi                                                        | 50,5  | 72,1  | PZ        |
|                              | Diga del Rendina                                                           | 55,3  | 66,9  | PZ        |
|                              | Appulo-Lucana Lavello - Rapolla                                            | 57,4  | 64,8  | PZ        |
|                              | Venosa Est                                                                 | 64,4  | 58,1  | PZ        |
|                              | Area di Servizio                                                           | 65,4  | -     | PZ        |
|                              | Venosa Sud - Montemilone                                                   | 68,6  | 52,8  | PZ        |
|                              | Palazzo San Gervasio Montemilone                                           | 75,8  | 46,6  | PZ        |
|                              | Palazzo San Gervasio di Venosa - Spinazzola                                | 81,7  | 40,9  | BT        |
|                              | Spinazzola Sud di Genzano                                                  | 86,3  | 36,3  | BT        |
|                              | Cacciapaglia - Taccone -                                                   | 94,1  | 27,9  | PZ        |
|                              | Fontana Vetere - Diga del Basentello                                       | 101,0 | 21,6  | PZ        |
|                              | Barese - Gravina in Puglia96 bis Barese ex Barese - Irsina - Oppido Lucano | -     | 10,7  | MT        |
|                              | ex Barese - Gravina in Puglia Irsina                                       | 114,6 | 7,8   | MT        |
|                              | Grassano Metaponto                                                         | 122,6 | 0,0   | MT        |